# Prosztaglandin E2
A prosztaglandin E2 (PGE2, INN: dinoprostone) a prosztaglandin hormoncsalád egyik tagja. Négy különböző receptorra hat, és e négy receptor ingerlése egymástól nagyon különböző válaszokat vált ki. Emiatt a prosztaglandin E2 szervezetre gyakorolt hatása igen összetett, és a sok mellékhatás megnehezíti a gyógyszerészeti alkalmazását.
1930-ban by Kurzrok és Leib fedezte fel, és azóta folyamatosan a kutatások középpontjában áll.

## A prosztaglandinok nevezéktana

Prosztánsav

A prosztaglandin szót Ulf von Euler vezette 1934-ben a prosztánsav származékaira. Eredetileg a prosztata és a spermium kevert váladékában mutatták ki, innen kapta a nevét. A glandula latinul mirigyet jelent. (Prostates görögül kiálló.)
A prosztánsav az arachidsav(en) (IUPAC-nevén eikozánsav) származéka a 8-as és 12-es szénatom közötti híddal.
A prosztaglandin betűjele (ez esetben az E; további példák a bioszintézis folyamatábrájában) a 9-es ill. 11-es szénatomhoz kapcsolódó atom(csoport)tól függ. A 2-es szám a kettős kötések száma.

## A prosztaglandin E2 biológiai hatásai
Négyféle prosztgandin E2 receptor van, és ezek a szervezet sokféle szövetében előfordulnak. Emiatt a PGE2 sokféle hatást válthat ki. A receptorok különböznek egymástól a PGE2 küszöbszintjében és hatásidejében.
A prosztaglandin E2
- a EP1(en) receptoron keresztül kalciumkibocsátást okoz. Szerepe van az iszkémiás betegségekben.
- az EP2(en) receptoron keresztül agyi értágulatot (dilatációt) okoz. Szerepet játszik az Alzheimer-kórban és már idegrendszeri betegségekben.
- az EP3(en) receptoron keresztül aktiválja a légúti érzőidegeket, és köhögést okoz
- az EP4(en) receptoron keresztül ellazítja a légúti simaizmokat.

A prosztaglandin E2-nek szerepe van az idegsejtek ingerületátvitelében, a vérképződésben, a vérkeringés, a vese szűrőfunkciójának és a vérnyomás szabályozásában, a nyálkahártyák integritásának, az érfal átjárhatóságának és a simaizmok (gyomor, méh, érfal) működésének szabályozásában, az immunrendszer működésében (beleértve a rák és a rheumatoid arthritis okozta gyulladást), valamint az alvás/ébrenlét ciklus szabályozásában.
A PGE2 erősíti a hisztamin és bradikinin hatását, mely fájdalmat és ödémát okoz. Lazítja a bél körkörös izmait, ez érfalsimaizmait, miközben a méhfal és a gyomor simaizmaira összehúzó hatással van.
A légúti simaizmok ellazítása segítené az asztma elleni felhasználást, de a köhögésre ingerlés miatt ez nem lehetséges. Az EP2 és EP4 elősegíti, az EP3 gátolja a cAMP előállítását. E két példa jól mutatja a PGE2 összetett hatását.
A PGE2 emelkedett szintjét észlelték WDHA-szindrómában(en), Verner-Morrison szindrómában(en), mellékvese-daganatban(en), és másféle daganat-betegségekben is.
Az aszpirin és az indometacin drasztikusan csökkenti a vér PGE2-szintjét.

## Lebontás
A prosztaglandin E2 viszonylag gyorsan elbomlik a vérben, a tüdő, máj és a vese szöveteiben és más szövetekben. A lebontás első lépéseként a 15-ös szénatom hidroxilcsoportja oxidálódik ketocsoporttá a 15-hidroxi-prosztaglandin dehidrogenáz(en) enzim valamelyik formájának hatására. A második lépésben a 13. és 14. szénatom közötti kettős kötés redukálódik. (Az atomok számozását lásd feljebb, a prosztánsavnál.) Ezzel a vegyület biológiai aktivitása megszűnik.
A PGE2 közvetlenül is kiválasztódik a vizeletbe.

## Orvosi/gyógyszerészeti alkalmazás

### Javallatok
- a terhesség megszakítása a második trimeszterben (10–20. hét)
- halott magzat világra hozatala, ha a természetes vetélés elmarad, a terhesség 28. hetéig
- nem áttételes terhességi trofoblasztbetegség(en)
- a méhnyak kitágítására, a szülés megindítására a terhesség utolsó stádiumában orvosi vagy szülészeti okból
- szülés utáni vérzés kezelése

A dinoprosztint gél formájában a hüvelybe juttatják be egy fecskendő segítségével. A kezelés után 2 óráig fekve kell maradni. Ha nem sikerül elérni a kívánt hatást, a kezelést 6 órán belül megismétlik.
Az orvosnak tudnia kell minden szerről, amit a beteg szed, a vitaminokat is beleértve, valamint a betegségekről (pl. magas vagy alacsony vérnyomás, máj-, vese-, szív- és cukorbetegség) és a korábbi császármetszésről.

### Mellékhatások, ellenjavallatok
A leggyakoribb mellékhatások: gyomorbántalmak, hasmenés, hányás, szédülés, fejfájás, láz.

### Készítmények
A nemzetközi gyógyszerkereskedelemben:
- Cervidil
- Cerviprime
- Cerviprost
- Dinoripe
- Gravidex
- Minprostin
- Minprostin E2
- PG
- Prandin E2
- Prepidil
- Primiprost
- Prolisina E2
- Propess
- Prostenongel
- Prostin E2
- Prostin E2 Extra-Amniotic
- Prostine E2

Magyarországon:
- PREPIDIL 0,5 mg gél
- PROSTIN E2 VAGINAL 3 mg hüvelytabletta

## Fizikai/kémiai tulajdonságok
Fehér színű szilárd anyag. Oldható vízben (58,1 mg/l), acetonban, etanolban (50 mg/ml), dimetil-szulfoxidban (50 mg/ml), dimetilformamidban (100 mg/ml) és etil-acetátban.
LD50-értéke egérben, szájon át: 750 mg/tskg; patkányban 500 mg/tskg.